# Дрізд пантепуйський
Дрізд пантепуйський (Turdus murinus) — вид горобцеподібних птахів родини дроздових (Turdidae). Мешкає на Гвіанському нагір'ї. Ранеше вважався підвидом чорнодзьобого дрозда.

## Поширення і екологія
Пантепуйські дрозди мешкають на схилах тепуїв Гвіанського нагір'я, на півдні Венесуели і в сусідніх районах Гаяни і Бразилії. Зокрема, вони мешкають на схилах гір Дуїда, Рорайма, Меруме, Ауянтепуй, Птарі, Сороропан, Урутані, Небліна, Яві, Гуанай, Камані і Гуаїкуїніма. Вони живуть на узліссях вологих гірських тропічних лісів.